# 児童公園駅 (寧波市)
児童公園駅（じどうこうえんえき、中文表記: 儿童公园站）は中華人民共和国浙江省寧波市にある寧波軌道交通3号線及び4号線の駅である。

## 沿革
- 2019年6月30日 - 3号線の駅として開業[1]。
- 2020年12月23日 - 4号線の開業により、乗換駅となる[2]。

## 駅周辺
- 寧波児童公園
- 寧波海洋世界[3]

## 隣の駅
寧波軌道交通
■3号線
仇畢駅 - 児童公園駅 - 桜花公園駅
■4号線
白鶴駅 - 児童公園駅 - 矮柳駅